# Station Frankfurt (Main) Mühlberg
Frankfurt (Main) Mühlberg is een station in de Duitse stad Frankfurt am Main. Het station is gelegen in het stadsdeel Sachsenhausen.
Het station ligt aan de ondergrondse S-Bahnverbinding DB 3680. Het station ligt aan de oostelijke tunnel-vertakking richting Offenbach.
Bovengronds lopen de lijnen 15 en 16 van de tram van Frankfurt.
Messe · Galluswarte · Hauptbahnhof · Taunusanlage · Hauptwache · Konstablerwache · Ostendstraße · Lokalbahnhof · Südbahnhof · Mühlberg · Westbahnhof · Flughafen Fernbahnhof · Flughafen Regionalbahnhof